# 毒理学 (期刊)
《毒理學》（英語：Toxicology）是一份1973年起發行的同行评审学术期刊。該期刊每年出版36期，內容以研究異型生物質對人類和其他動物健康的正面影響。目前，期刊的主編是德國漢堡大學毒理學系的H.W.J. Marquardt和K.B. Wallace。據2012年的期刊引證報告指，《毒理學》的影響因子是4.017，在50份毒理學期刊中排名第17。